# 2022년 대한민국의 영화 목록
다음은 2022년에 개봉된 대한민국의 영화 목록이다.

## 개봉작
일자가 색으로 칠해져 있는 영화는 개봉된 영화를 의미한다. 개봉일은 대한민국 기준.

### 상반기
| 개봉일 | 개봉일 | 제목                      | 배급사                                     | 감독              | 출연진 | 장르                         | 비고     |
| ------ | ------ | ------------------------- | ------------------------------------------ | ----------------- | --- | ---------------------------- | -------- |
| 1월    | 5일    | 경관의 피                 | (주)에이스메이커무비웍스                   | 이규만            | 조진웅, 최우식, 박희순, 권율, 박명훈, 이얼, 이현욱, 백현진                                                             | 범죄, 드라마                 |          |
| 1월    | 12일   | 특송                      | (주)넥스트엔터테인먼트월드(NEW)            | 박대민            | 박소담, 송새벽, 김의성, 정현준, 연우진, 염혜란, 한현민, 허동원, 오륭, 백도겸                                           | 범죄, 액션                   |          |
| 1월    | 19일   | 블루버스데이              | CGV                                        | 반단희            | 예리, 홍석 | 멜로, 로맨스, 드라마, 스럴리 |          |
| 1월    | 26일   | 킹메이커                  | 메가박스중앙(주)플러스엠                   | 변성현            | 설경구, 이선균, 유재명, 조우진, 박인환, 이해영, 김성오, 전배수, 서은수, 김종수, 윤경호, 김새벽, 정우혁, 이화룡, 배종옥 | 드라마                       |          |
| 1월    | 26일   | 해적: 도깨비 깃발         | 롯데엔터테인먼트                           | 김동령, 박경태    | 강하늘 , 한효주 , 이광수 , 권상우 , 채수빈 , 오세훈 , 김성오 , 박지환                                                  | 어드벤처,액션,코미디         |          |
| 1월    | 27일   | 트로트는 인생이다         | 투케이                                     | 케이엘 픽쳐스     | 김경진 , 김동찬 , 장소영                                                                                               | 코미디                       |          |
| 2월    | 11일   | 모럴센스                  | 넷플릭스                                   | 박현진            | 서주현, 이준영, 이엘                                                                                                   | 멜로,로맨스,코미디           |          |
| 2월    | 23일   | 인민을 위해 복무하라      | JNC미디어그룹                              | 장철수            | 연우진, 조성하, 지안                                                                                                   | 멜로,로맨스                  |          |
| 2월    | 24일   | 매미소리                  | 드림팩트엔터테인먼트                       | 박희권            | 이양희, 주보비, 서연우                                                                                                 | 드라마,가족                  |          |
| 3월    | 3일    | 소피의 세계               | 찬란                                       | 이제한            | 김새벽, 곽민규, 무녜이, 아나 루지에로, 김우겸                                                                          | 드라마                       |          |
| 3월    | 9일    | 이상한 나라의 수학자      | (주)쇼박스                                 | 박동훈            | 최민식, 김동휘, 박병은, 박해준, 조윤서                                                                                 | 드라마                       |          |
| 3월    | 23일   | 뜨거운 피                 | 키다리이엔티                               | 천명관            | 정우, 김갑수, 최무성, 지승현                                                                                           | 범죄,드라마                  |          |
| 4월    | 6일    | 스텔라                    | (주)CJ ENM                                 | 권수경            | 손호준, 이규형, 허성태, 전노민                                                                                         | 코미디                       |          |
| 4월    | 7일    | 불도저에 탄 소녀          | 트윈플러스파트너스(주)                     | 박이웅            | 김혜윤, 박혁권, 오만석, 예성                                                                                           | 드라마                       |          |
| 4월    | 8일    | 야차                      | 넷플릭스 & (주)쇼박스                      | 나현              | 설경구, 박해수, 양동근, 이엘, 송재림 외                                                                                | 액션                         |          |
| 4월    | 13일   | 말임씨를 부탁해           | (주)씨네필운                               | 박경목            | 김수정, 김영옥, 김영민, 박성연, 김혜나, 이정은, 박선옥                                                                 | 드라마                       |          |
| 4월    | 20일   | 앵커                      | 에이스메이커무비웍스                       | 정지연            | 천우희, 신하균, 이혜영                                                                                                 | 스릴러                       |          |
| 4월    | 21일   | 소설가의 영화             | (주)콘텐츠판다                             | 홍상수            | 이혜영, 김민희, 서영화, 기주봉, 권해효 외                                                                              | 드라마                       |          |
| 4월    | 22일   | 공기살인                  | (주)더콘텐츠온                             | 조용선            | 김상경, 이선빈, 윤경호, 서영희 외                                                                                      | 드라마                       |          |
| 4월    | 27일   | 봄날                      | (주)콘텐츠판다                             | 이돈구            | 손현주, 박혁권, 정석용, 박소진, 손숙                                                                                   | 드라마                       |          |
| 4월    | 27일   | 서울괴담                  | 메가박스플러스엠                           | 홍원기            | 김도윤, 봉재현, 서지수, 설아, 셔누, 아린, 알렉사, 엑시, 오륭, 이민혁                                                   | 공포                         |          |
| 4월    | 27일   | 니 부모 얼굴이 보고 싶다  | (주)마인드파크                             | 김지훈            | 설경구, 천우희, 문소리, 오달수, 고창석, 강신일, 김홍파, 성유빈, 남기애                                                 | 드라마                       |          |
| 4월    | 28일   | 부기나이트                | 라온컴퍼니플러스                           | 김경엽            | 최귀화, 이시원, 박환희, 김희정, 장혜원, 백주희                                                                         | 코미디                       |          |
| 5월    | 11일   | 어부바                    | ㈜트리플픽쳐스                             | 최종학            | 정준호, 최대철, 이엘빈                                                                                                 | 가족                         |          |
| 5월    | 18일   | 범죄도시 2                | 메가박스㈜플러스엠, ㈜에이비오엔터테인먼트 | 이상용            | 마동석, 손석구, 최귀화, 박지환, 허동원, 하준, 정재광, 남문철, 박지영, 음문석, 김찬형, 이규원                           | 드라마                       | 천만영화 |
| 5월    | 25일   | 안녕하세요                | (주)티스테이션                             | 차봉주            | 김환희, 유선, 이순재, 송재림, 이윤지, 오동민, 윤주만, 차건우                                                           | 드라마                       |          |
| 5월    | 25일   | 히든                      | 박수엔터테인먼트                           | 한종훈            | 정해인, 공형진, 김인권                                                                                                 | 액션, 드라마                 |          |
| 5월    | 26일   | 오마주                    | 트윈플러스파트너스(주)                     | 신수원            | 이정은, 권해효, 탕준상, 이주실, 김호정                                                                                 | 드라마                       |          |
| 5월    | 26일   | 인연을 긋다               | 시네마뉴원                                 | 이정섭            | 김지영, 조은숙, 정영숙, 정의갑, 양재원                                                                                 | 드라마                       |          |
| 6월    | 1일    | 카시오페아                | 트리플픽쳐스                               | 신연식            | 주예림, 서현진, 주예림                                                                                                 | 드라마                       |          |
| 6월    | 8일    | 브로커                    | (주)CJ ENM                                 | 고레아다 히로카즈 | 송강호, 강동원, 배두나, 아이유, 이주영                                                                                 | 드라마                       |          |
| 6월    | 8일    | 이공삼칠                  | 씨네필운                                   | 모홍진            | 홍예지, 김지영, 김미화, 황석정, 신은정, 전소민, 정인기                                                                 | 가족                         |          |
| 6월    | 8일    | 윤시내가 사라졌다         | 블루라벨픽쳐스                             | 김진화            | 이주영, 오민애, 노재원, 김재화                                                                                         | 드라마                       |          |
| 6월    | 15일   | 마녀 Part2. The Other One | 넥스트엔터테인먼트월드                     | 박훈정            | 신시아, 박은빈, 진구, 성유빈                                                                                           | 드라마                       |          |
| 6월    | 16일   | 아부쟁이                  | 시네미뉴원                                 | 황승재            | 류의현, 김지민, 강유석, 동현배, 곽민호, 김동범                                                                         | 액션                         |          |
| 6월    | 16일   | 경아의 딸                 | 인디스토리                                 | 김정은            | 김정영, 하윤경, 김우겸, 박혜진                                                                                         | 드라마                       |          |
| 6월    | 22일   | 감동주의보                | 스튜디오보난자                             | 김우석            | 홍수아, 최웅, 기주봉, 남포동, 이희구, 설지윤, 신하랑, 현철호, 김경룡                                                   | 로맨스,코미디                |          |
| 6월    | 22일   | 룸 쉐어링                 | (주)엔픽플                                 | 이순성            | 나문희, 최우성 | 드라마                       |          |
| 6월    | 23일   | 우스운게 딱 좋아          | 필름다빈                                   | 김현, 정혜연      | 이민구, 김휘규, 이태희, 신소연, 탁이온, 공민정 외                                                                      | 드라마                       |          |
| 6월    | 23일   | 갓길로 달리는 코뿔소      | (주)26컴퍼니                               | 황동석            | 한이진, 문창길, 김소이                                                                                                 | 드라마                       |          |
| 6월    | 29일   | 헤어질 결심               | (주)CJ ENM                                 | 박찬욱            | 박해일, 탕웨이, 이정현, 고경표, 박용우                                                                                 | 드라마                       |          |

### 하반기
| 개봉일 | 개봉일                   | 제목                       | 배급사                         | 감독                                                              | 출연진 | 장르          | 비고 |
| ------ | ------------------------ | -------------------------- | ------------------------------ | ----------------------------------------------------------------- | --- | ------------- | ---- |
| 7월    | 7일                      | 불멸의 여신                | 코끼리말뚝박기                 | 김홍익                                                            | 재희, 왕지원, 이주연, 박희진                                                                                   | 멜로/로맨스   |      |
| 7월    | 13일                     | 뒤틀린 집                  | 스튜디오 디에이치엘            | 강동헌                                                            | 서영희, 김보민, 김민재                                                                                         | 호러/스럴리   |      |
| 7월    | 13일                     | 더 킬러: 죽어도 되는 아이  | 아이에이치큐                   | 최재훈                                                            | 장혁, 브루스 칸, 이서영, 손현주, 차태현                                                                        | 액션          |      |
| 7월    | 13일                     | 핸썸                       | (주)박수엔터테인먼트           | 김동욱                                                            | 신현준, 박솔미, 박민지, 윤정섭, 박형섭                                                                         | 코미디        |      |
| 7월    | 20일                     | 외계+인 1부                | (주)CJ ENM                     | 최동훈                                                            | 류준열, 김우빈, 김태리, 소지섭, 염정아, 조우진, 김의성, 이하늬, 신정근, 이시훈                                 | SF            |      |
| 7월    | 21일                     | 아이를 위한 아이           | 프리플픽쳐스                   | 이승환                                                            | 현우석, 박상훈, 정웅인                                                                                         | 기타          |      |
| 7월    | 27일                     | 한산: 용의 출현            | (주)롯데엔테테인먼트           | 김한민                                                            | 김향기, 옥택연, 공명, 박지환, 조재윤                                                                           | 액션, 드라마  |      |
| 8월    | 3일                      | 비상선언                   | 쇼박스                         | 한재림                                                            | 송강호, 이병현, 전도연, 김남길, 임시완, 김소진, 박해준                                                         | 드라마        |      |
| 8월    | 10일                     | 헌트                       | 메가박스중앙(주)플러스엠       | 이정재                                                            | 이정재, 정우성, 전혜진, 허성태, 고은정, 김종수, 정만식                                                         | 액션,드라마   |      |
| 8월    | 11일                     | 모퉁이                     | 영화사 그램                    | 신선                                                              | 이택근, 하성국, 백수희, 황미영                                                                                 | 드라마        |      |
| 8월    | 17일                     | 오싹한 동거                | 컨택트 미디어                  | 황경성                                                            | 김소정, 정찬우                                                                                                 | 멜로,로맨스   |      |
| 8월    | 18일                     | 파로호                     | (주)더쿱디스트리뷰션           | 임상수                                                            | 이종욱, 김대건, 김연교, 변중희, 강말금                                                                         | 스릴러        |      |
| 8월    | 24일                     | 내가 못나가는 것도 아닌데  | 김충길필름                     | 김충길                                                            | 김충길, 이원선, 한동원, 신연재, 임성균                                                                         | 드라마        |      |
| 8월    | 24일                     | 육사오                     | 홈초이스                       | 박규태                                                            | 고경표, 이이경, 음문석, 박세완, 이순원, 곽승연, 김민호, 류승수, 윤병후, 이준혁, 신원호, 남동윤, 서정우, 최민혁 | 코미디        |      |
| 8월    | 26일                     | 서울대작전                 | 넷플릭스                       | 문현성                                                            | 유아인, 고경표, 이규형, 박주현, 옹성우                                                                         | 액션          |      |
| 8월    | 31일                     | 리미트                     | 제이앤씨미디어그룹             | 이승준                                                            | 이정현, 문정희, 진서연, 박명훈, 최덕문, 박경혜, 임철형, 오민석                                                 | 범죄,스릴러   |      |
| 9월    | 7일                      | 공조2: 인터내셔날          | CJENM                          | 이석훈                                                            | 현빈, 유해진, 임윤아, 다니엘 헤니, 진선규, 장영남, 박훈, 임성재, 윤상화, 박민하, 전국환, 전배수, 이해영 외     | 액션,코미디   |      |
| 9월    | 7일                      | 부적: 남의 운을 빼앗는 자  | 트리플 픽쳐스                  | 김세성                                                            | 주영호, 권해성, 천지유, 이용헌                                                                                 | 액션          |      |
| 9월    | 15일                     | 오! 마이 고스트            | 디스테이션, 제이씨엔터윅스     | 홍태선                                                            | 정진운, 안서현, 이주연, 강성필, 정태우, 전수진, 지대한                                                         | 코미디,공포   |      |
| 9월    | 15일                     | 둠둠                       | (주)영화사 진진                | 정원희                                                            | 김용지, 윤유선, 박종환, 김진엽                                                                                 | 드라마        |      |
| 9월    | 21일                     | 썬더버드                   | 트리플픽쳐스                   | 이재원                                                            | 서현우 , 이명로 , 이설                                                                                         | 드라마        |      |
| 9월    | 21일                     | 늑대사냥                   | 더콘텐츠온, CJENM              | 김홍선                                                            | 서인국, 장동윤, 성동일, 박호산, 정소민, 고창석, 장영남, 손종학, 이성욱, 홍지윤                                 | 액션,범죄     |      |
| 9월    | 28일                     | 정직한 후보 2              | (주)NEW                        | 장유정                                                            | 라미란, 김무열, 윤경호, 서현우, 박진주, 윤도준                                                                 | 코미디        |      |
| 9월    | 28일                     | 인생은 아름다워            | 롯데엔터테인먼트               | 최국희                                                            | 류승룡, 염정아, 박세완, 옹성우                                                                                 | 뮤지컬        |      |
| 10월   | 5일                      | 컴백홈                     | 제이앤씨미디어그룹             | 이연우                                                            | 송새벽, 라미란, 이범수, 이경영, 오대한                                                                         | 드라마/코미디 |      |
| 10월   | 5일                      | 선데이리그                 | 아이 엠 eye m                  | 이성일                                                            | 이성욱 | 코미디        |      |
| 10월   | 5일                      | 거래완료                   | 스튜디오디에이치엘             | 조경호                                                            | 전석호, 태인호, 조성하, 이원종, 김민엽, 임승민, 최예빈, 최희진, 채서은, 이규현, 엄서현, 이교형, 권일           | 드라마        |      |
| 10월   | 12일                     | 대무가                     | 판씨네마(주)                   | 이한종                                                            | 박성웅, 양현민, 류경수, 정경호, 서지유                                                                         | 드라마/코미디 |      |
| 10월   | 19일                     | 나를 죽여줘                | 트리플픽쳐스                   | 최익환                                                            | 장현성, 안승균, 이일화, 김국희, 양희준                                                                         | 드라마        |      |
| 10월   | 19일                     | 귀못                       | 와이드릴리즈(주)               | 탁세용                                                            | 박하나, 허진, 정영주                                                                                           | 공포          |      |
| 10월   | 21일                     | 20세기 소녀                | 넷플릭스                       | 방우리                                                            | 김유정, 변우석, 박정우, 노윤서                                                                                 | 멜로/로맨스   |      |
| 10월   | 26일                     | 자백                       | 롯데컬처윅스, 롯데엔터테인먼트 | 윤종석                                                            | 소지섭, 김윤진, 나나, 최광일                                                                                   | 범죄/스릴리   |      |
| 10월   | 26일                     | 리멤버                     | (주)에이스메이커무비웍스       | 이일형                                                            | 이성민, 남주혁                                                                                                 | 드라마        |      |
| 11월   |                          |                            |                                |                                                                   | |               |      |
| 2일    | 고속도로 가족            | CJ CGV                     | 이상문                         | 라미란, 정일우, 김슬기, 백현진                                    | 드라마 |               |      |
| 3일    | 옆집 사람                | (주)디스테이션             | 염지호                         | 오동민, 최희진, 이정현                                            | 스릴러 |               |      |
| 3일    | 탑                       | (주)영화제작전원사         | 홍상수                         | 권해효, 이혜영, 송선미, 조윤희, 박미소, 신석호                    | 드라마 |               |      |
| 10일   | 첫번째 아이              | (주)더쿱디스트리뷰션       | 허정재                         | 박하선, 오동민, 오민애, 공성하, 허수민, 임형국                    | 드라마 |               |      |
| 10일   | 같은 속옷을 입는 두 여자 | (주)찬란                   | 김세인                         | 임지호, 양말목, 양흥주, 정보람                                    | 드라마 |               |      |
| 16일   | 동감                     | CJ CGV                     | 서은영                         | 여진구, 조이현, 김혜윤, 나인우, 배인혁                            | 멜로/로맨스 |               |      |
| 16일   | 데시벨                   | (주)마인드마크             | 황인호                         | 김래원, 이종석, 정상훈, 박병은, 차은우 외                         | 액션, 스릴러, 범죄                                                                                             |               |      |
| 17일   | 심야카페: 미씽 허니      | (주)영화특별시에스엠씨     | 정윤수                         | 채서진, 이이경, 박건일, 신주환, 정영주, 문숙                      | 판타지 |               |      |
| 23일   | 올빼미                   | (주)넥스트엔터테인먼트월드 | 안태진                         | 류준열, 유해진, 최무성, 조성하, 박명훈, 김성철, 안은진, 조윤서    | 스릴러 |               |      |
| 23일   | 유포자들                 | 와이드릴리즈(주)           | 홍석구                         | 박성훈, 김소은, 송진우, 박주희, 임나영                            | 범죄, 드라마, 스릴러                                                                                           |               |      |
| 24일   | 우수                     | (주)인디스토리             | 오세현                         | 윤제문, 김태훈, 김지성, 윤예림, 서은지 외                         | 드라마 |               |      |
| 30일   | 탄생                     | (주)CJ CGV                 | 박흥식                         | 윤시윤, 안성기, 윤경호, 이문식, 이경영, 신정근, 이호원 외         | 드라마 |               |      |
| 30일   | 그 겨울, 나는            | (주)더쿱디스트리뷰션       | 오성호                         | 권다함, 권소현, 이한주                                            | 멜로,로맨스 |               |      |
| 30일   | 강남좀비                 | (주)제이앤씨미디어그룹     | 이수성                         | 지일주, 지연                                                      | 드라마 |               |      |
| 30일   | 압꾸정                   | (주)쇼박스                 | 임진순                         | 마동석, 정경호, 오나라, 최병모                                    | 코미디 |               |      |
| 12월   |                          |                            |                                |                                                                   | |               |      |
| 1일    | 만인의 연인              | (주)시네마달               | 한인이                         | 황보윤, 서영희, 홍사빈, 김민철, 전석호, 우지현, 박정연, 이유지 외 | 드라마 |               |      |
| 1일    | 요정                     | (주)싸이더스               | 신택수                         | 류현경, 김주헌, 김신비                                            | 드라마 |               |      |
| 7일    | 크리스마스 캐럴          | (주)디스테이션             | 김성수                         | 진영, 김영민, 김동휘, 송건희, 허동원, 황인성, 김정진 외           | 드라마,액션 |               |      |
| 8일    | 튜브펫 주식회사          | 지티지그룹                 | 송상민                         | 김진근, 영민, 이봄                                                | 드라마, 코미디, 로맨스, 가족                                                                                   |               |      |
| 21일   | 영웅                     | CJ ENM                     | 윤제균                         | 정성화, 김고은, 나문희, 조재윤, 배정남, 이현우, 박진주            | 드라마, 뮤지컬                                                                                                 |               |      |
| 28일   | 젠틀맨                   | 플러스엠 엔터테인먼트      | 김경원                         | 주지훈, 박성용, 최성은                                            | 범죄 |               |      |

## 참고 자료
- KOFIC 영화데이터베이스

## 같이 보기
- 2023년 대한민국의 영화 목록
- 코로나19 범유행으로 영향을 받은 영화 목록